# 久我原駅

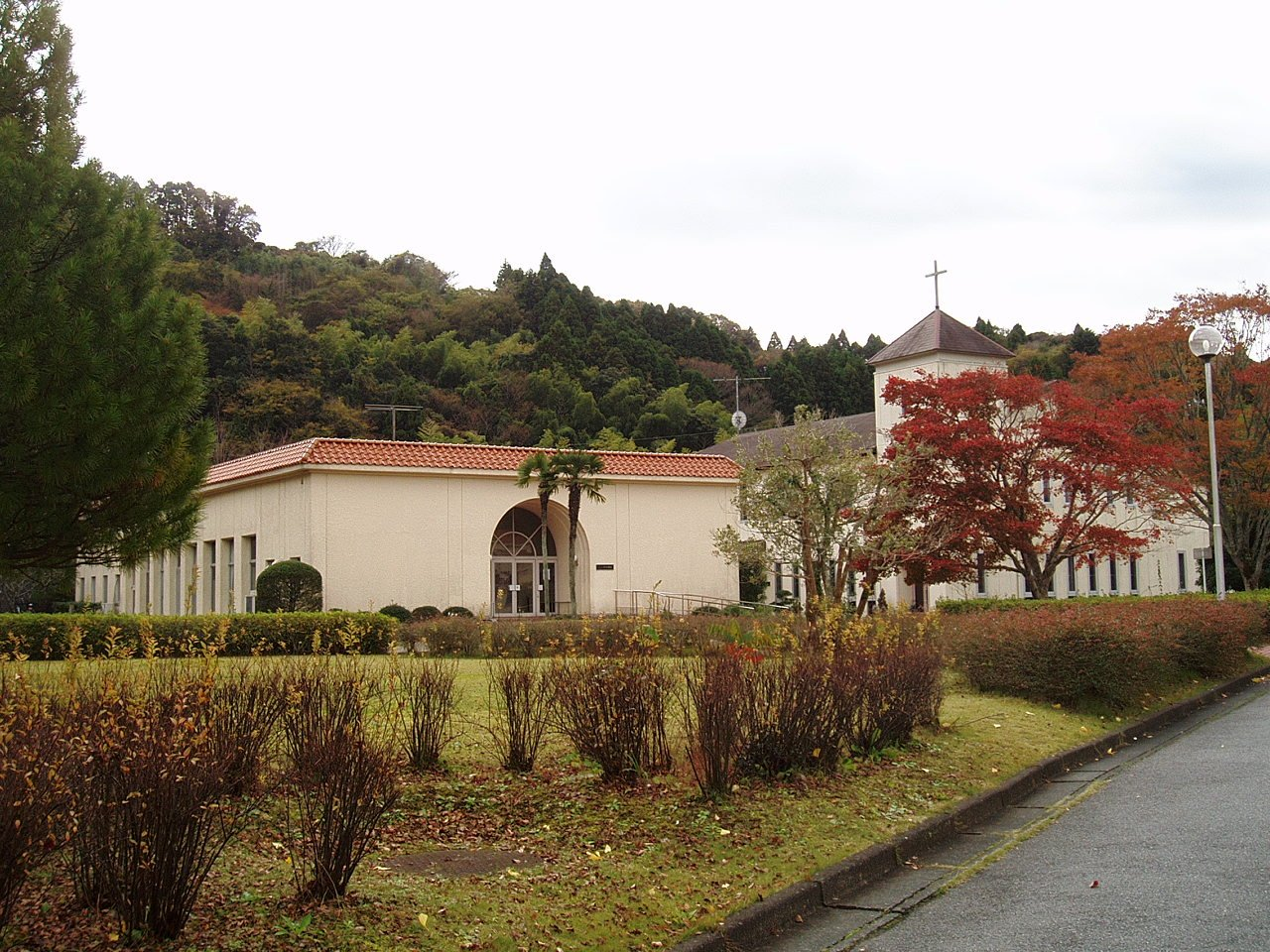
三育学院大学

久我原駅（くがはらえき）は、千葉県夷隅郡大多喜町久我原にある、いすみ鉄道いすみ線の駅である。

## 歴史
- 1960年（昭和35年）6月20日：国鉄木原線の駅として開設[1]。
- 1987年（昭和62年）4月1日：国鉄分割民営化に伴い、JR東日本の駅となる[1]。
- 1988年（昭和63年）3月24日：木原線の第三セクター鉄道転換に伴い、いすみ鉄道いすみ線の駅となる[1][2]。
- 2009年（平成21年）7月1日：命名権により、駅名表記に三育学院大学を冠する[3]。

### 命名権
2009年（平成21年）7月より三育学院大学が命名権を取得し、三育学院大学を冠した愛称が付与され、各種表記に反映されている。駅名標におけるローマ字表記は"Saniku Gakuin Kugahara"。駅舎（待合室）のローマ字表記は"SANIKU GAKUIN COLLEGE KUGAHARA STATION"。当初の契約期間は2012年（平成24年）3月末までとなっていたが、2021年（令和3年）現在もそのままである。

## 駅構造
単式ホーム1面1線を有する地上駅である。無人駅。
駅前には木造の駐輪場がある。公衆トイレは設置されていない。

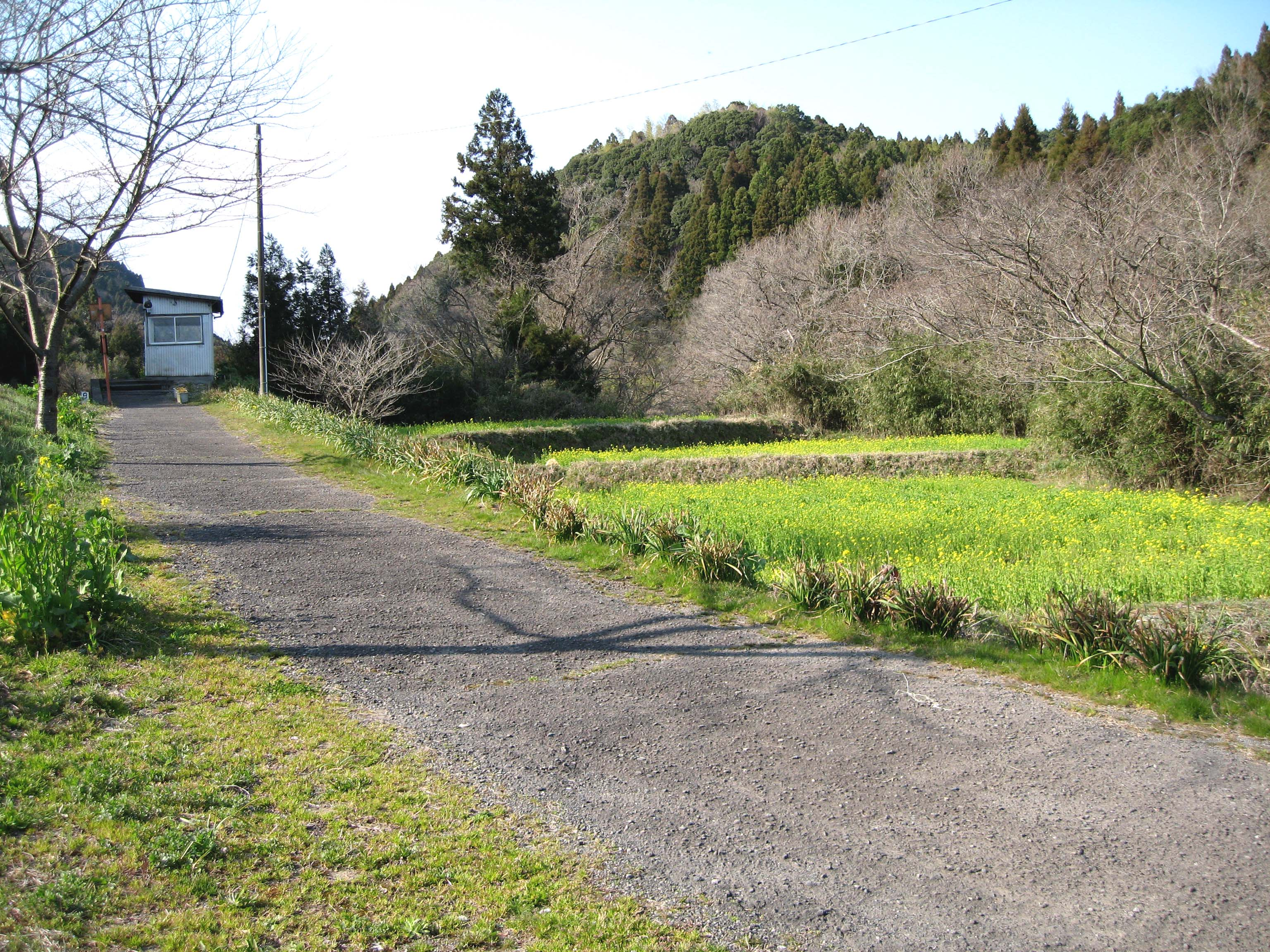
駅出入口の遠景（2007年3月）
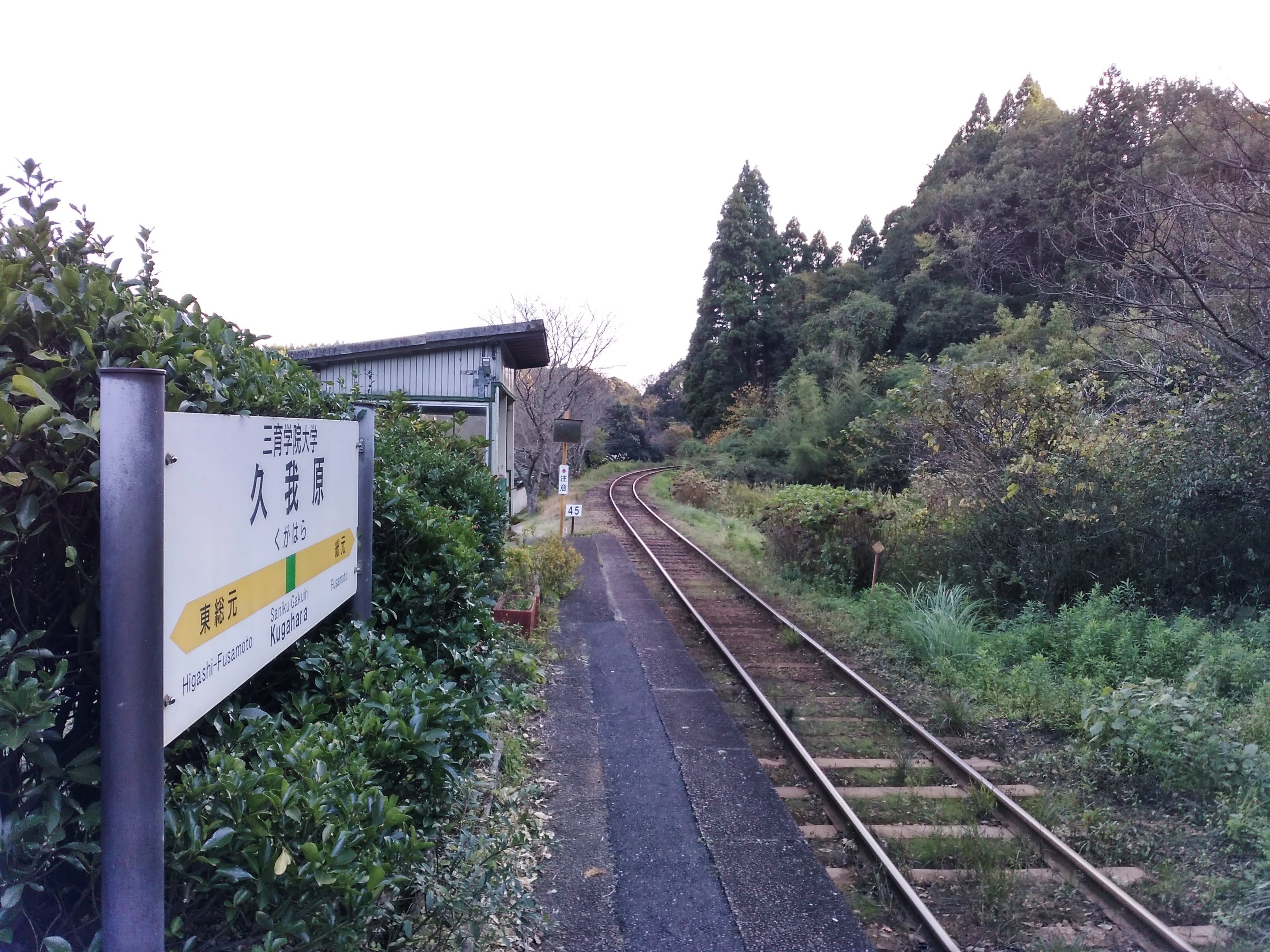
駅ホーム（2017年11月）

## 利用状況
1日平均乗車人員 3人（2018年度）である。
近年の一日平均乗車人員推移は下表の通り。
| 年度   | 一日平均 乗車人員 |
| ------ | ----------------- |
| 2007年 | 21                |
| 2008年 | 19                |
| 2009年 | 15                |
| 2010年 | 9                 |
| 2011年 | 7                 |
| 2012年 | 10                |
| 2013年 | 8                 |
| 2014年 | 7                 |
| 2015年 | 6                 |
| 2016年 | 3                 |
| 2017年 | 2                 |
| 2018年 | 3                 |

## 駅周辺

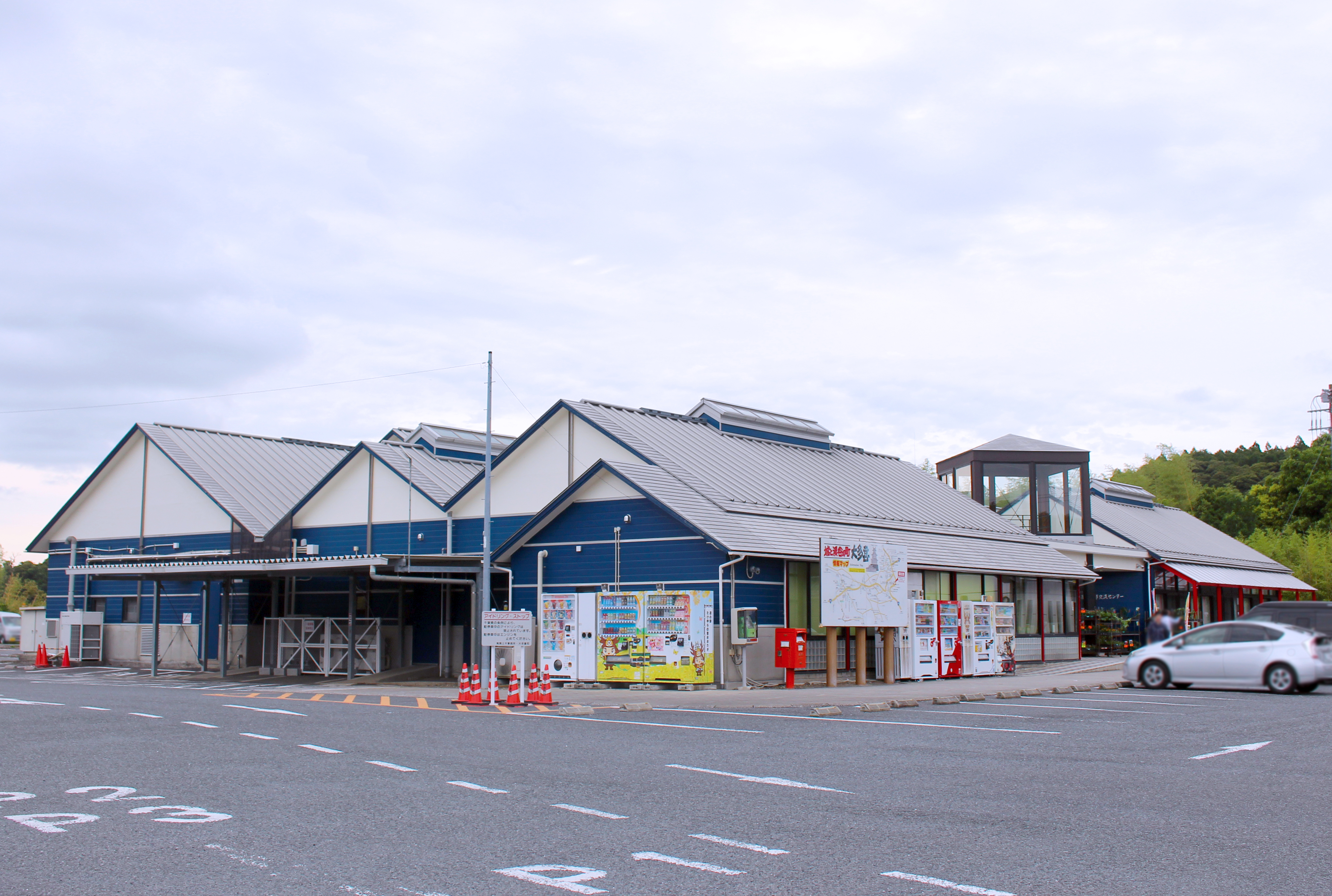
道の駅たけゆらの里おおたき

駅は小山に挟まれた山間部に位置し、駅東側（出入口側）には住宅が点在し、夷隅川を中心に田園地帯が広がる。駅西側（出入口と反対側）には法塔山（標高140m）が聳える。
- 国道465号
- 国道297号（大多喜街道）
- 三育学院大学（徒歩約25分）
- 道の駅たけゆらの里おおたき
- いすみ農業協同組合大多喜ライスセンター・育苗センター
- いすみ農業協同組合大多喜農機整備工場
- 高梨農園

## 隣の駅
いすみ鉄道
■いすみ線
東総元駅 - 久我原駅 - 総元駅